# Nate Reinking
Nathan James Reinking, detto Nate (Upper Sandusky, 12 dicembre 1973), è un ex cestista e allenatore di pallacanestro statunitense naturalizzato britannico.

## Carriera
Con la maglia della Gran Bretagna ha disputato i Giochi olimpici di Londra 2012 e due edizioni dei Campionati europei (2009, 2011).
Da allenatore ha guidato la Gran Bretagna ai Campionati europei del 2022.